# Hector Malot
Pour les articles homonymes, voir Malot.
Hector-Henri Malot dit Hector Malot, né le 20 mai 1830 à La Bouille et mort le 18 juillet 1907 à Fontenay-sous-Bois, est un romancier français.
Malot a commencé sa carrière comme journaliste et écrivain en publiant des articles dans divers journaux et revues. Il a pourtant écrit une soixantaine de romans, où il représente la société contemporaine et les travers de son époque, (passion de l’argent, du jeu (Baccara), égarements de l’amour, subordination légale de la femme à son mari, racisme dans Pompon, dont l’héroïne est une brillante musicienne noire, ancienne esclave recueillie par un sculpteur qui finit par l'épouser…). À l’instar de Balzac, il a voulu créer une sorte de « comédie humaine », avec des personnages récurrents comme la marquise de Lucillière, le colonel Chamberlain, le notaire Le Genest de la Crochardière, ou le tortueux agent d’affaires Caffié. Mais ces romans, souvent longs, sont le plus souvent ignorés aujourd’hui, et c'est Sans famille qui lui a valu sa renommée internationale. Le roman raconte l'histoire de Rémi, un orphelin qui est vendu à un artiste de foire et qui doit affronter de nombreuses épreuves avant de retrouver sa véritable famille.
Sa carrière littéraire s'est étendue sur plus de cinquante ans.

## Biographie

### Parents d'Hector Henri Malot
Les parents d'Hector Malot sont Marie-Anne-Victoire Le Bourgeois et Jean Baptiste Malot. Quand ils se marient le 30 septembre 1826, il s'agit pour tous les deux de leur second mariage. 
En effet, Marie-Anne-Victoire Le Bourgeois, née en 1797 à Jumièges, s'est mariée, en janvier 1818, à Laurent Narcisse Le largue, capitaine au long cours. Celui-ci meurt six années plus tard de la fièvre jaune au large des Antilles. Elle a eu avec lui deux enfants : Zoé Véronique (1820) et Édouard Joseph (1822). 
Quant à Jean Baptiste Malot, notaire et maire de La Bouille, il épouse, en 1809, Reine Cécile Boulon avec laquelle il a deux enfants : Cécile (1810) et Prudence (1812). Elle meurt en 1821.

### Naissance
De l'union de Marie-Anne-Victoire et Jean-Baptiste, naît d'abord Victor (qui meurt en bas âge), puis, Hector, le 20 mai 1830. Celui-ci voit le jour au sein de la demeure familiale de La Bouille, sur les bords de la Seine.
Quelques heures après sa naissance, un voilier amarré devant la demeure vire brutalement et dangereusement vers celle-ci. Il brise la vitre de la chambre du nouveau-né avec son mât de beaupré. Lorsque la foule accourt, elle trouve le petit Hector dormant paisiblement comme si rien n'était arrivé : elle y voit là  le présage d'une destinée peu commune.

### Enfance et adolescence

#### De la Bouille à Bosc-Bénard-Commin

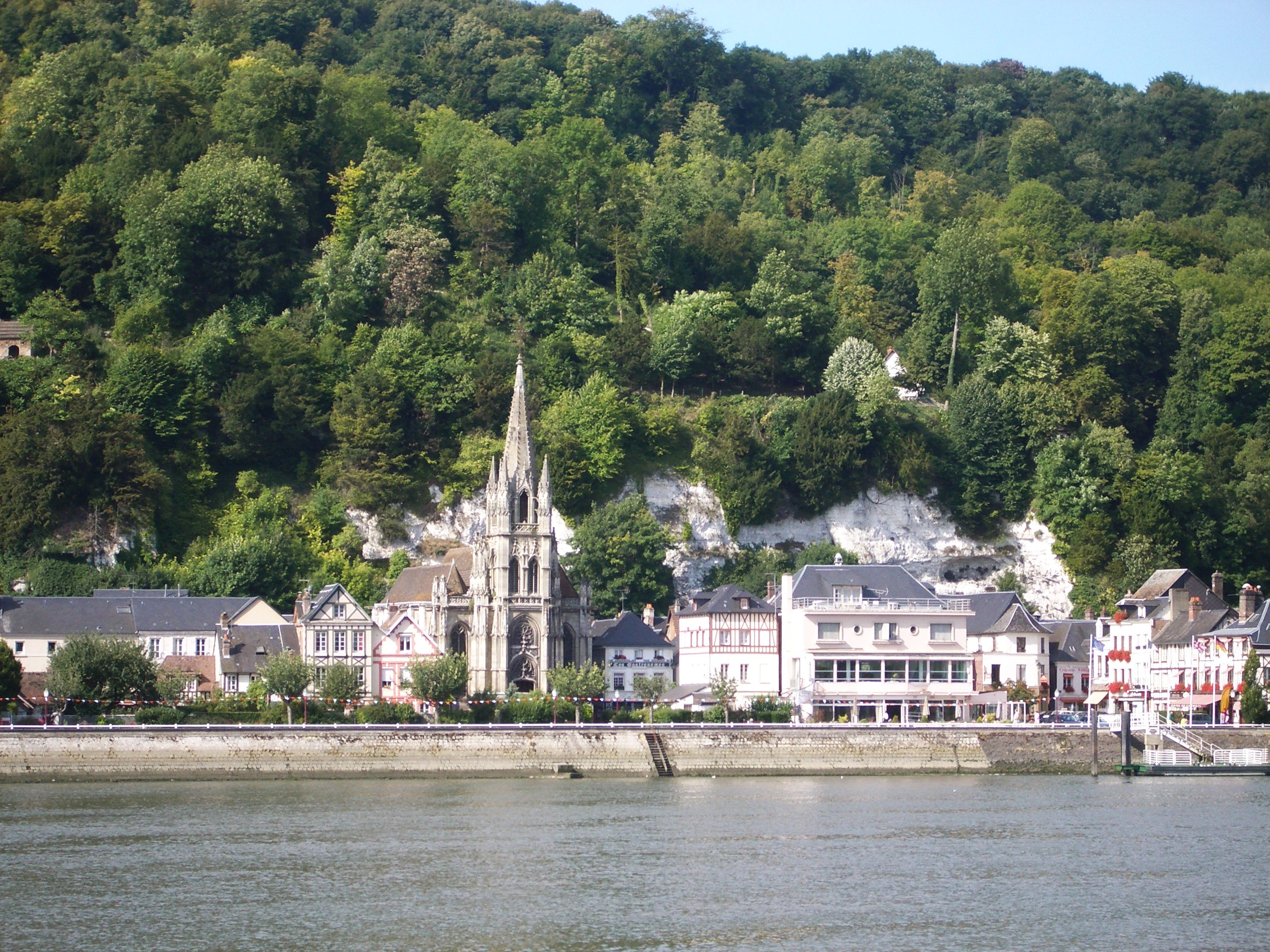
Vue de la Bouille.

Le petit Hector passe les premières années de son enfance à la Bouille, bercé par l'animation qui règne dans le bourg et sur la Seine. Il observe les navires qui chargent ou déchargent leurs cargaisons, ceux qui partent pour des destinations lointaines ; il observe le passage du bac, les allées et venues des diligences, la clientèle des auberges, etc. 
Alors que le père manifeste un caractère rigide empreint d'une certaine sévérité, la mère, plus conciliante, berce l'enfant de récits de voyages (peut-être inspirés par ceux de son premier époux). Elle développe ainsi son imaginaire et son goût pour les histoires. Lorsqu'à l'âge adulte, Hector s'oppose à la volonté paternelle, préférant la voie des lettres aux études de droit, elle le soutient dans son choix, ayant foi en sa vocation littéraire. En guise de remerciement, il lui dédicacera son premier roman, Les Amants.

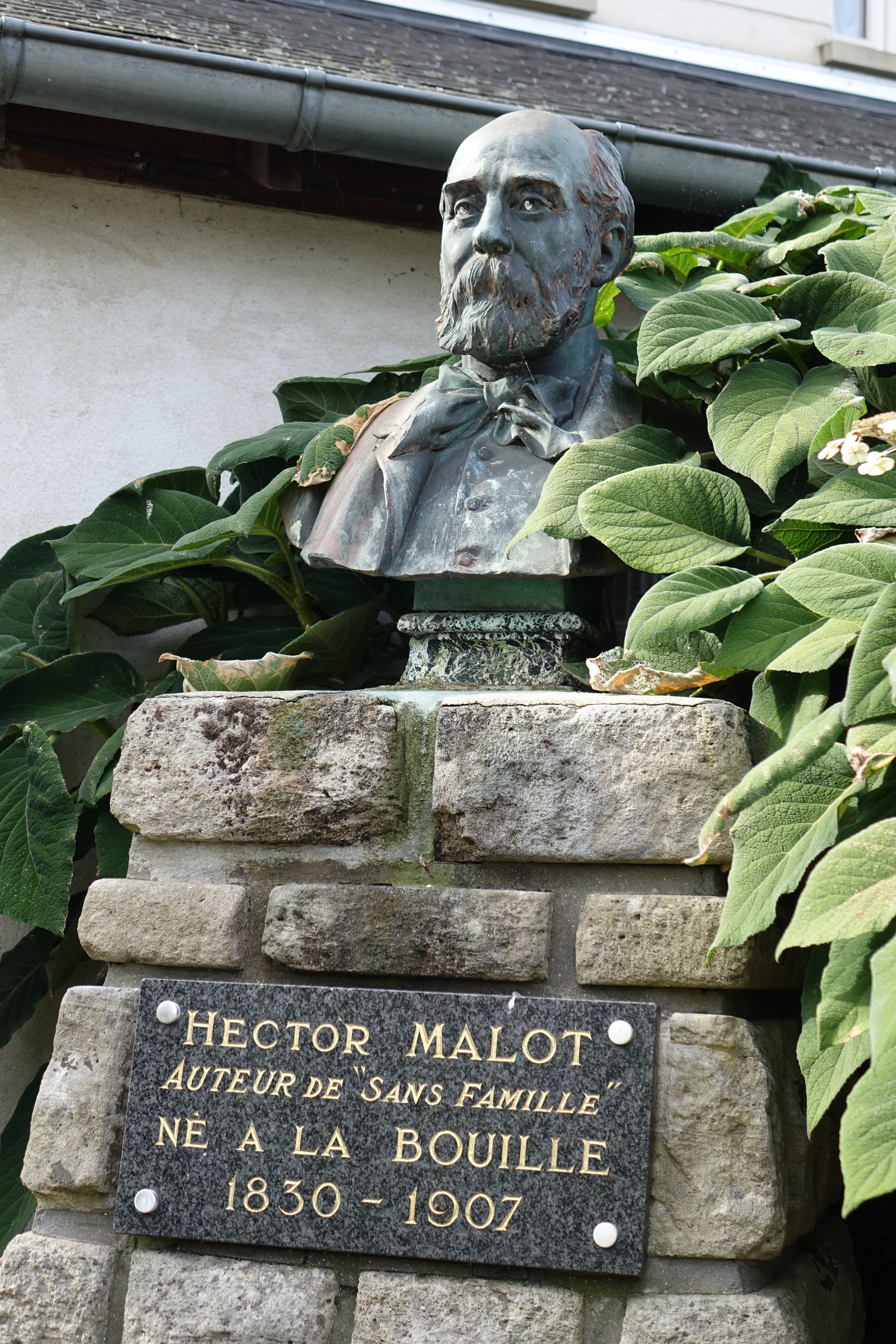
La Bouille, buste d'Hector Malot par Henri Chapu.

En octobre 1835, la famille d'Hector quitte les bords de Seine pour s'installer à Bosc-Bénard-Commin dans le département de l'Eure. Ce déménagement fait suite à la cession par Jean-Baptiste Malot de son étude de la Bouille à son gendre. Il devient alors juge de paix du canton de  Bourgtheroulde.
L'animation des bords de Seine de la Bouille a cédé la place au calme de la campagne. Ce nouvel environnement est propice au développement d'un nouvel imaginaire chez Hector ainsi qu'à la naissance d'un certain goût pour la lecture. Il peut rester en effet des heures enfermé à dévorer des livres, préférant ainsi délaisser ses cours de français pour la lecture de Racine, Lesage ou encore Molière.
Malgré le changement de cadre, Hector commence à apprivoiser cette vie à la campagne et à l'apprécier. Il se livre, ainsi, à de nombreuses escapades au cours desquelles « il découvre la nature, le cycle des saisons et des cultures, il s'intéresse aux arbres, aux fleurs, aux insectes, aux animaux… » Il développe alors un goût pour la nature et pour la botanique qui durera sa vie entière.

#### En pensionnat à Rouen
À l'âge de 9 ans, au vu des piètres progrès dont il fait preuve dans son éducation intellectuelle, Hector est envoyé en pensionnat à Rouen par son père. Marie-Anne-Victoire, sa mère, met tout en œuvre pour retarder l'échéance, mais la décision du père, ferme et inflexible, est prise en août 1839. Le départ d'Hector a lieu en octobre de la même année.
Hector arrive donc à Rouen, à l'institution Heudron et Lamardeley, fréquentée essentiellement par des fils de paysans aisés et de notables de la région. Il s'y lie d'amitié avec Jules Levallois qui sera quelque temps le secrétaire de Sainte-Beuve, futur critique littéraire.
Trois ans plus tard, en 1842, le jeune Hector entre au lycée Corneille de Rouen où Gustave Flaubert l'a précédé dix ans plus tôt. Ses études ne sont pas brillantes ; il souffre d'un système scolaire dans lequel il ne peut pas s'exprimer. Ses préférences vont à l'histoire, dont l'enseignant est un original, à l'esprit libre.

### Débuts littéraires et vie familiale

#### Arrivée à Paris: des débuts difficiles
Hector Malot arrive à Paris en 1847 alors qu'il est âgé de 17 ans. Il y poursuit ses études au lycée Condorcet où il obtient, au bout de deux ans, son baccalauréat. Conformément aux souhaits paternels, il entame des études de droit qu'il poursuivra trois années durant. Cependant, en 1853, contre la volonté de son père, il décide d'abandonner la voie juridique afin de se consacrer à une carrière littéraire.
Au cours des années qui suivent, Hector tente en vain de faire représenter une première pièce. Pour assurer sa subsistance, il écrit quelques articles, notamment au Journal pour tous, où Jules Simon l’a embauché pour ses connaissances en botanique, et où il débute, le 16 juin 1855, avec un article sur l’Exposition universelle d'horticulture aux Champs-Élysées signé « Henri ».

#### De Moisselles à Fontenay-sous-Bois

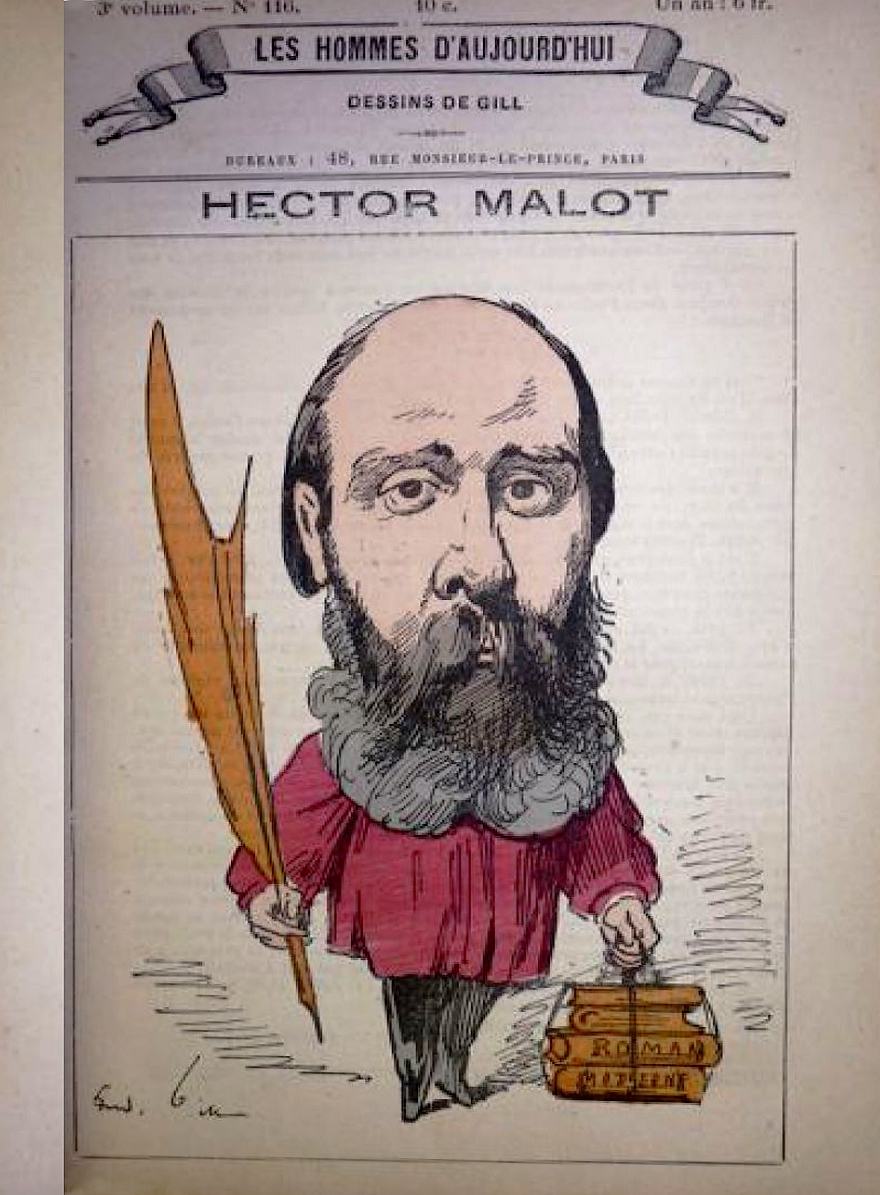
Caricature d’André Gill dans le nº 116 des Hommes d'aujourd’hui.

Occupé d'un côté par son travail de journaliste et distrait de l'autre par la vie parisienne, Hector Malot se trouve dans l'incapacité de faire avancer l'écriture de son premier roman. Il décide donc de se retirer chez ses parents qui ont quitté la Normandie et se sont installés à Moisselles, près d'Écouen, dans le Val-d'Oise. Ainsi, de retour à la campagne, il peut se consacrer entièrement à son travail d'écrivain et écrire son premier roman, Les Amants. Celui-ci paraît en 1859 alors qu'Hector est devenu journaliste à L'Opinion nationale et connaît un grand succès,.
En octobre 1862, Marie-Anne-Victoire, la mère d'Hector meurt. Cette disparition bouleverse l'écrivain au plus haut point. Il tente, plus tard, d'exorciser cet épisode par l'écriture de Romain Kalbris, roman dans lequel une mère mourante attend le retour de son fils marin.
En 1865, il fait construire au 3 avenue de la Dame-Blanche (d) , à Fontenay-sous-Bois, un chalet en bois qu'il habite jusqu'à la fin de sa vie. Il en choisit l'emplacement avec soin et exactitude : au croisement de l'avenue de la Dame-Blanche et de l'avenue de Fontenay, près de la gare, face au bois de Vincennes. Ainsi peut-il se rendre régulièrement à Paris et gagner les gares voisines pour des promenades pédestres qu'il affectionne.
Son père, Jean-Baptiste, alors veuf depuis presque deux ans, vient y habiter. Il y reste jusqu'à sa mort, en octobre 1866. En 1867, Hector Malot épouse Anna Dariès à Montgeron avec laquelle il a une fille, Lucie (1868). Lorsqu'Anna meurt en 1880, Hector se remarie l'année suivante avec Marthe Oudinot de La Faverie, jeune femme alors âgée de 31 ans, avec laquelle il accomplit de nombreux voyages.

### Parution deSans Famille: Hector Malot au sommet

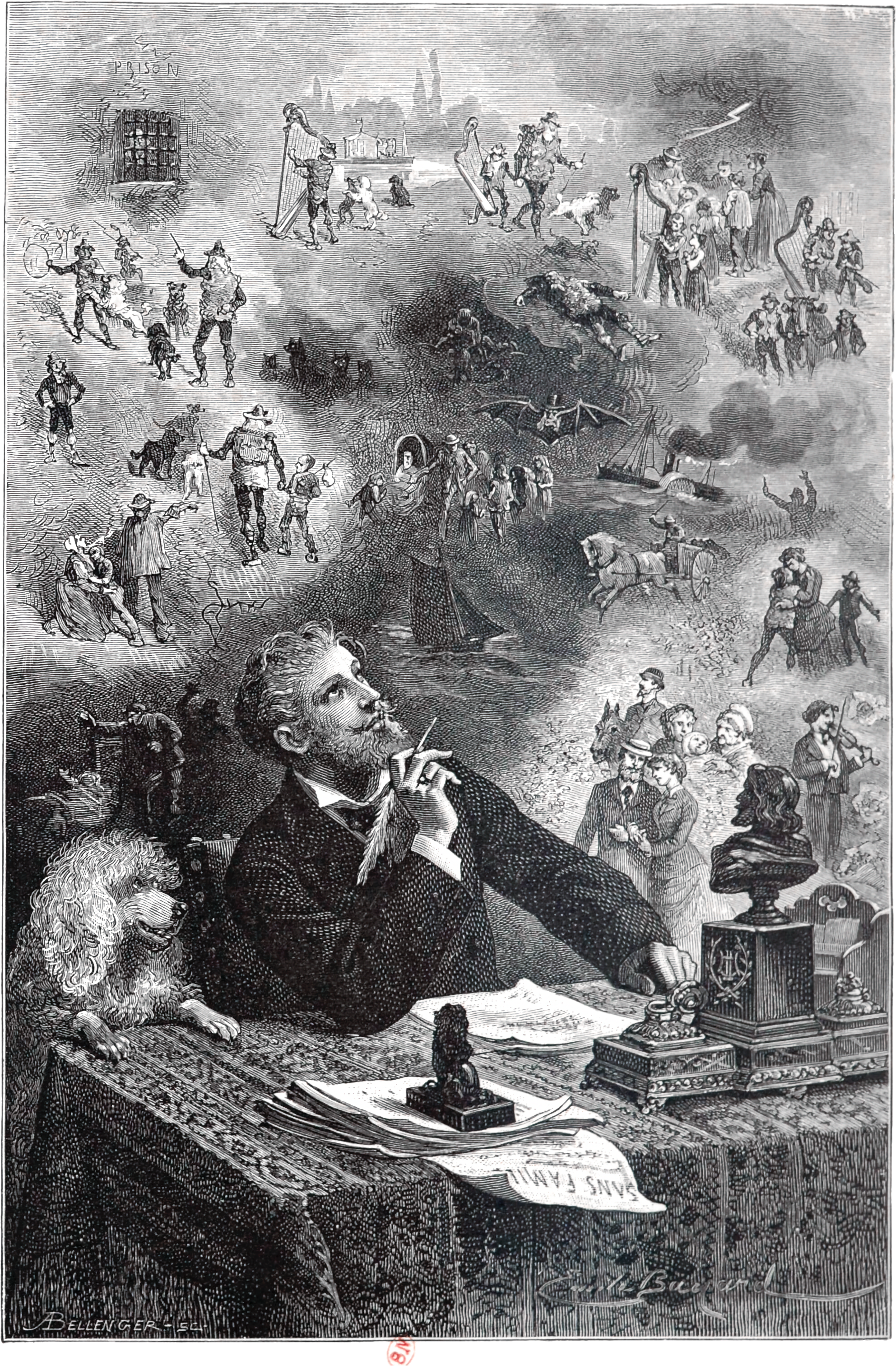
Gravure de Bellanger d’après Bayard montrant Malot entouré des personnages de Sans famille (1880).

En 1878, Hector Malot fait paraître son œuvre la plus célèbre : Sans famille. Ce roman raconte les aventures d'un enfant abandonné, Rémi, qui est vendu par ses parents adoptifs à un saltimbanque. Parcourant les routes françaises, puis anglaises, Rémi exerce différents métiers et multiplie les rencontres avant de se mettre en quête de son identité. 
Hector Malot a pensé et écrit cet ouvrage pour sa fille, Lucie. Il commence, d'ailleurs, le roman par une dédicace qui lui est destinée.

### Fin de carrière et retraite à Fontenay-sous-Bois
En 1887, le Journal de Rouen publie dans son édition quotidienne son roman Ghislaine sous forme de feuilleton rendant ainsi hommage à ses racines normandes. 
En 1893, un an après l'écriture de En famille, naît sa petite-fille Perrine (son prénom est celui de l'héroïne du roman). Il se montre un grand-père attentif et aimant, curieux de noter l'évolution qu'il observe chez l'enfant. 
En 1894, Hector Malot fait paraître son dernier roman Amours de vieux. Il décide de mettre un terme à sa carrière littéraire et de se retirer dans sa demeure de Fontenay-sous-Bois où il planifie de nouveaux voyages. Toutefois, il publie, deux ans plus tard, un ouvrage autobiographique, Le Roman de mes romans et il rédige également, peu de temps avant sa mort, un texte intitulé Le Mousse qui ne paraîtra qu'à titre posthume, en 1997. Ces deux dernières œuvres sont dédiées à sa petite-fille Perrine.
Atteint de paralysie depuis 1905, Hector Malot meurt le 18 juillet 1907 à Fontenay-sous-Bois. Il y est inhumé dans le cimetière, où il repose en compagnie de sa première épouse Anna, de son père Jean-Baptiste, de sa fille Lucie, de sa sœur Prudence et de son gendre, le général Mesple.

## Un écrivain engagé
Homme droit, fidèle en amitié, prompt à défendre la cause des opprimés, Hector Malot est surnommé « Malot-la-Probité » par la journaliste Séverine. Il est l'ami de Jules Vallès qu'il soutient dans son exil londonien, lui apportant aide financière et réconfort moral. C'est grâce à lui que le manuscrit Jacques Vingtras, qui devient L'Enfant, est publié.
Soucieux de jouer un rôle dans le siècle, il milite, par le biais de l'écriture romanesque, pour une révision de la loi sur l'internement en hôpital psychiatrique, pour le rétablissement du divorce — supprimé le 8 mai 1816, au début de la Restauration, par la loi Bonald —, pour une reconnaissance des droits de l'enfant naturel, pour une amélioration des conditions de travail, en particulier celles des enfants.
Républicain modéré, il se montre défenseur des libertés.

## Œuvre
Hector Malot est à la tête d'une œuvre importante : une soixantaine de romans. Les plus connus aujourd'hui sont ses romans pour enfants : Romain Kalbris, Sans famille, En famille. Un autre roman pour enfants est paru à titre posthume, intitulé Le Mousse.
Le reste de son œuvre est composée de romans pour les adultes. S'ils sont oubliés aujourd'hui, ils connurent de son vivant et jusque dans les années 1930, un succès certain. Ils furent traduits dans de nombreuses langues : anglais, allemand, italien, néerlandais, hongrois… En France, ils parurent en feuilletons dans des journaux comme Le Siècle et Le Temps.
Son œuvre s'inscrit dans la veine réaliste. À l'instar d'Honoré de Balzac, il veut représenter la société contemporaine : Paris et la province, les différentes classes sociales, et plus particulièrement la bourgeoisie. Comme son prédécesseur, il brosse des types. Dans Le Roman de mes Romans, il se réclame de Stendhal, reprenant la métaphore du miroir pour caractériser ses romans.
Toutefois il fut critiqué — par Émile Zola notamment — pour la prédominance qu'il accorde au récit. Certains ont critiqué également la prégnance des bons sentiments.

### Œuvres
- Victimes d'amour, trilogie.
  - Les Amants, 1859.
  - Les Époux, 1865.
  - Les Enfants, 1866.
- Les Amours de Jacques, 1860.
- Romain Kalbris, 1869.
- Un beau-frère, 1869.
- Une bonne affaire, 1870.
- Mme Obernin, 1870.
- Souvenirs d'un blessé, 1872 — inclut Suzanne, Miss Clifton
- Un curé de province, 1872.
- Un miracle, 1872.
- Un mariage sous le Second Empire, 1873.
- La Belle Madame Donis, 1873 — suite du précédent
- Clotilde Martory, Paris, Ernest Flammarion, 1873 (réimpr. 1895), 435 p., in-18 (lire en ligne sur Gallica).
- Une belle-mère, 1874.
- Le Mariage de Juliette, 1874.
- Le Mari de Charlotte, 1874.
- La Fille de la comédienne, 1875.
- L'Héritage d'Arthur, 1875.
- L'Auberge du Monde (tétralogie.
  - Le Colonel Chamberlain, 1875.
  - La Marquise de Lucilière, 1875.
  - Ida et Carmélita, 1876.
  - Thérèse, 1876.
- Les Batailles du mariage (trilogie) 
  - Un bon jeune homme, 1877
  - Comte du pape, 1877.
  - Marié par les prêtres, 1877.
- Cara, 1878.
- Sans famille (ill. Émile Bayard), Paris, Pierre-Jules Hetzel, 1880, 566 p., ill. ; in-4º (lire en ligne sur Gallica).
- Le Docteur Claude, 1879.
- La Bohême tapageuse, trilogie.
  - Raphaëlle, 1880.
  - La duchesse d'Arvernes, 1880.
  - Corysandre, 1880.
- Une femme d'argent, 1881.
- Pompon, 1881.
- Séduction, 1881.
- Les Millions honteux, 1882.
- La Petite Sœur, 1882.
- Paulette, 1883.
- Les Besoigneux, 1883.
- Marichette, 1884.
- Micheline, 1884.
- Le Sang bleu, 1885.
- Le Lieutenant Bonnet, 1885.
- Baccara, 1886.
- Zyte, 1886.
- Vices français, 1887.
- Ghislaine, 1887.
- Conscience, 1888.
- Mondaine, 1888, rééd. chez Dentu (1891), illustré par Alice Martin de Voos
- Justice, 1889.
- Mariage riche, 1889 — inclut Mariage riche, Vire de bord, L'Ombre, Une peur, Sous le suaire, Le Magot, Le Café Adèle
- Mère, 1890 — également publié en roman-feuilleton dans Le Figaro du 29 décembre 1889 au 18 février 1890
- Anie, 1891.
- Complices, 1892.
- En Famille, 1893.
- Amours de jeunes, amours de vieux, 1894.
- Un nom, 1895.
- Le Roman de mes romans, 1896 — autobiographie littéraire dans laquelle Hector Malot relate les circonstances d'écriture de chacun de ses romans
- Le Mousse, 1897 — roman pour la jeunesse édité à titre posthume entre 1901 et 1902

## Adaptations au cinéma
- Sans famille
  - Sans famille, film réalisé par Georges Monca en 1914.
  - Sans famille, film réalisé par Georges Monca et Maurice Kéroul en 1925.
  - Sans famille, film réalisé par Marc Allégret en 1934.
  - Sans famille, film réalisé par André Michel en 1958.
  - Rémi sans famille, film réalisé par Antoine Blossier en 2017.
- Romain Kalbris
  - Romain Kalbris, film réalisé par Georges Denola en 1911.
  - Romain Kalbris, film réalisé par Georges Monca en 1923.
- En famille
  - En famille, film réalisé par Georges Monca en 1915.
  - La Ville de l'amour (愛の町, Ai no machi?), film réalisé par Tomotaka Tasaka en 1928[21].
- Zyte
  - Zyte, film réalisé par Georges Monca en 1916.

## Hommages, postérité

### Rues Hector-Malot
- La Bouille Quai Hector Malot où se trouve sa maison natale.
- Bosc-Bénard-Commin, village où il vécut entre 1835 et 1848,
- Écully,
- Fontenay-sous-Bois,
- Rouen,
- Le Mesnil-Esnard,
- Maromme,
- Paris 12e : rue Hector-Malot (depuis 1912) et jardin Hector-Malot (depuis 1995),
- Saint-Herblain,
- Mions.
- Lyon 7e : rue Hector-Malot
- Montlucon  03100  : rue Hector-Malot depuis le 16 juillet 1912 par monsieur le maire Paul Constant

### Établissements scolaires Hector-Malot
- À Flixecourt, lieu qui inspira l'écrivain pour son roman En famille, un groupe scolaire porte le nom d'Hector-Malot,
- À Le Mesnil-Esnard, près de Rouen, un collège.
- À Bessèges, une école maternelle. Cette ville du Gard, où eut lieu une catastrophe minière, a sans doute inspiré l'écrivain pour un passage de Sans famille.
- À Grand-Bourgtheroulde, près de Rouen, une école primaire porte le nom d’Hector Malot.

### Expositions
- Hector Malot : 1830-1907, Bibliothèque municipale de Rouen, 27 décembre 1980-31 janvier 1981
- Hector Malot, le roman comme témoignage, La Fabrique des savoirs, Musée d'Elbeuf, 15 décembre 2016-21 mai 2017